# برايس تاغ
بطاقة الأسعار (الإنجليزية: Price Tag) هي الأغنية الأولى في ترتيب أغاني ألبوم "من أنت" للمغنية البريطانية جيسي جي، التي صدرت في 25 يناير 2011 عن شركتي تسجيلات الموسيقية لافا، وآيلاند ريكوردز.
الأغنية احتلت المرتبة الأولى في تصنيف المملكة المتحدة للأغاني المنفردة لعام 2011، أما على بيلبورد هوت 100 فقد احتلت المرتبة 23.

## الترشيحات والجوائز
| السنة | الجائزة                                   | تصنيف               | النتيجة |
| ----- | ----------------------------------------- | ------------------- | ------- |
| 2011  | APRA Awards                               | أفضل عمل عالمي لسنة | رشحت    |
| 2011  | Australian Nickelodeon Kid's Choice Award | الأغنية المفضلة     | رشحت    |
| 2011  | BT Digital Music Awards                   | أفضل أغنية          | فازت    |
| 2011  | BT Digital Music Awards                   | أفضل فيديو موسيقي   | رشحت    |
| 2011  | UK Festival Awards                        | أغنية صيف           | فازت    |
| 2012  | جوائز بريت                                | أفضل أغنية بريطانية | رشحت    |

## طالع أيضًا
- جيسي جي
- من أنت (ألبوم موسيقي)

## وصلات خارجية
- الفيديو الموسيقي للأغنية على منصة يوتيوب.
- الفيديو الموسيقي للأغنية على قاعدة بيانات الأفلام IMDb (بالإنجليزية)
- برايس تاغ على موقع أول ميوزيك (بالإنجليزية)
- برايس تاغ على قاعدة بيانات ديسكوغز (بالإنجليزية)
- برايس تاغ على موسوعة ميوزيك برينز (MBRG). (بالإنجليزية)
- برايس تاغ على موقع جينيس (بالإنجليزية)